# Большекударинское сельское поселение
Се́льское поселе́ние «Большекударинское» (бур. Ехэ Хγдэриин hомон) — муниципальное образование в Кяхтинском районе Бурятии Российской Федерации.
Административный центр — посёлок Октябрьский.

## История
Статус и границы сельского поселения установлены Законом Республики Бурятия от 31 декабря 2004 года № 985-III «Об установлении границ, образовании и наделении статусом муниципальных образований в Республике Бурятия».

## Население
| 2002  | 2011  | 2012  | 2013  | 2014  | 2015  | 2016  |
| ----- | ----- | ----- | ----- | ----- | ----- | ----- |
| 1877  | ↘1676 | ↘1621 | ↘1605 | ↘1558 | ↘1542 | ↘1511 |
| 2017  | 2018  | 2019  | 2020  | 2021  | 2023  | 2024  |
| ↘1482 | ↘1427 | ↘1389 | ↘1354 | ↘1028 | ↘989  | ↘934  |

## Состав сельского поселения
| № | Населённый пункт | Тип населённого пункта          | Население |
| - | ---------------- | ------------------------------- | --------- |
| 1 | Большая Кудара   | село                            | ↘740      |
| 2 | Верхние Мурочи   | село                            | ↘10       |
| 3 | Октябрьский      | посёлок, административный центр | ↘345      |
| 4 | Холой            | улус                            | ↘209      |
| 5 | Энхэ-Тала        | улус                            | ↘381      |